# Heinrich III. von Neuhaus
Heinrich III. von Neuhaus (auch Heinrich III. von Hradec, tschechisch Jindřich III. z Hradce; auch Jindřich starši z Hradce; † 1398) war höchster Burggraf von Böhmen.

## Leben
Heinrich entstammte dem witigonischen Familienzweig der Herren von Neuhaus. Seine Eltern waren Heinrich II. von Neuhaus und Margarete von Hals (Markéta z Halsu), geborene Landgräfin von Leuchtenberg.
Am 28. Februar 1378 stiftete Heinrich zusammen mit seinem gleichnamigen Bruder Heinrich d. J. (Jindřich mladší) dem Klarissenkloster in Krumau, dessen Äbtissin ihre Schwester Anna war, für das Seelenheil ihrer Eltern die Einkünfte des Dorfes Pěna. 1383 erwarb er die Burg Janstein/Janštýn und 1389 von den Grafen von Hardegg die Stadt Počátky. Johann von Hardegg verkaufte ihm 1391 die Burg Kozí Hrádek bei Tábor, die Heinrich bald darauf den Herren von Sezimovo Ústí überließ. Zudem tauschte Heinrich die Burg Sternberg (Štamberk) bei Teltsch gegen einen Teil von Slavonice.
Heinrich beteiligte sich am Widerstand eines Teils der böhmischen Adligen gegen den König Wenzel IV. 1394 gehörte er neben Heinrich III. von Rosenberg und Wilhelm II. von Landstein sowie Otto d. Ä. von Bergow, Břeněk von Skála, Heinrich Berka von Hohenstein (Jindřich Berka z Hohenštejna), Jan Michalec von Michalovic, Boresch von Riesenburg und Boček II. von Podiebrad zu den Mitbegründern der sogenannten „Herreneinheit“ (Panská jednota). Deshalb wurden seine Ländereien 1394 von Wenzels Anhängern überfallen und besonders die Stadt Teltsch verwüstet.
Heinrich residierte auf Schloss Neuhaus. Am 25. Juli 1389 erteilte er seiner Residenzstadt Neuhaus deutschrechtliche Privilegien. Die deutsch verfasste Urkunde unterzeichnete er als „Heinrich vom Newnhaus“. Kurz vor seinem Tod wurde er 1398 zum höchsten Burggrafen ernannt.

## Familie
Heinrich war mit Elisabeth von Hardegg (Eliška z Hardeku) verheiratet. Der Ehe entstammten die Kinder
- Johann der Jüngere (Jan mladší; † 1420), verheiratet in erster Ehe mit Agnes/Anežka von Kappeln, in zweiter Ehe mit Elisabeth von Wartenberg (Eliška z Wartenberku)
- Anna, verheiratet mit Bernhard von Lichtenstein
- Ulrich V. von Neuhaus „Vavák“; († 1421); böhmischer Oberstmünzmeister, verheiratet mit Margarete von Krawarn (Markéta z Kravař)
- Anna, verheiratet in erster Ehe mit N. N. Ptáček von Pirkstein, in zweiter Ehe mit Heinrich von Michalowitz (Jindřich z Michalovic)